# Emanuel Swedenborg-collectie

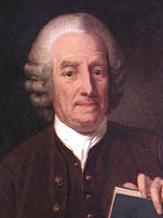
Emanuel Swedenborg

De Emanuel Swedenborg-collectie is een verzameling manuscripten van de Zweedse wetenschapper, filosoof en theoloog Emanuel Swedenborg die zich bevindt in de Koninklijke Academie der Wetenschappen in Stockholm. Het is een van de grootste verzamelingen van handschriften uit de 18e eeuw, en een van de weinige uit de moderne tijd die als basis dienden voor een nieuwe christelijke kerk, het swedenborgianisme. De collectie is sinds 2005 opgenomen in de Werelderfgoedlijst voor documenten.

## Achtergrond
Emanuel Swedenborg is een van de bekendste Zweedse schrijvers. Hij startte als een succesvol wetenschapper en technicus, maar wijdde na een religieuze crisis in de jaren 1740 het laatste deel van zijn leven aan het interpreteren van de Heilige Schrift en het navertellen van zijn Christusvisioenen. In de laatste 25 jaar van zijn leven schreef hij veel mythische teksten, waarin hij de betekenis van de wereld van de Bijbel, zoals hij die begreep, uiteenzette. Hoewel zijn leer tijdens zijn leven op weinig bijval kon rekenen, werd de interesse voor zijn ideeën vanaf 1782 groter en werden er, onder andere in Duitsland, Engeland en de Verenigde Staten, Swedenborggemeenschappen opgericht om de leer van de Nieuwe Kerk te verspreiden.
Volgens sommige aanhangers van deze Kerk hebben de manuscripten een heilige status en moeten zij als relieken beschouwd worden. Daarom werden vele geschriften vanaf 1870 door Engelse en Amerikaanse Swedenborggemeenschappen gereproduceerd in fotolithografische uitgaves. Het was voor het eerst dat deze techniek op grote schaal werd gebruikt.
Er bestaan nog altijd een aantal Swedenborggemeenschappen in de Verenigde Staten en Engeland, en sommigen vertalen en publiceren nog steeds Swedenborgs geschriften.

## Inhoud van het erfgoed
Bij het overlijden van Swedenborg in Londen in 1772 werden zijn manuscripten verzameld en overgebracht naar Zweden. Deze werden in Stockholm samengevoegd met zijn geschriften die zich daar nog bevonden. Swedenborgs erfgenamen doneerden de volledige collectie aan de Koninklijke Academie der Wetenschappen, waarvan Swedenborg lid was.
De collectie telt ongeveer 140 elementen met in totaal zo'n 20.000 pagina's. Zij bestaat uit manuscripten, originele uitgaven en brieven van Swedenborg. De verzameling omvat zowel geschriften van zijn jaren als wetenschapper en technicus, als geschriften uit de periode na zijn religieuze crisis in de jaren 1740. Zij bevat waardevolle informatie over de wetenschappelijke en theologische ideeën van Swedenborg, en de Europese verlichting in het algemeen.
Er bestaan meerdere catalogussen en inventarissen van de verzameling. De oudste dateert van oktober 1772, het jaar dat de collectie werd overgemaakt aan de Academie.